# Sêmnones

Os sênones estão próximos ao centro do mapa; a área em laranja mostra um panorama da extensão das tribos suevas no século I

Os sêmnones (português brasileiro) ou sémnones (português europeu) (em latim: Semnoni; em alemão: Semnonen) foram uma tribo germânica que habitava a região entre os rios Elba e Oder durante o século I, período em que foram descritos pelo historiador romano em sua obra Germânia:
Os sênones se consideram o ramo mais antigo e renomado dos suevos. Sua antiguidade é atestada fortemente por sua religião. Em um determinado período todas as tribos da mesma raça juntam seus representantes num bosque consagrado pelos augúrios de seus antepassados, e por associações imortais de terror. Lá, depois de sacrificar publicamente uma vítima humana, celebram o terrível início de seu ritual bárbaro. Outras formas de reverência também são prestadas ao bosque; ninguém pode entrá-lo sem estar preso por uma corrente, indicando a inferioridade diante da divindade local. Se alguém cair ao solo, não lhe é permitido ser levantado por alguém, ou se erguer, mas o indivíduo deve passar a rastejar sobre o chão. (...) As afortunados sênones fortalecem esta crença; cem cantões são ocupados por eles, e a vastidão de sua comunidade faz com que eles se considerem os chefes da raça sueva.
(Germania, Wikisource)
No século III os sênones se deslocaram para o sul, e posteriormente passaram a fazer parte do povo alamano. Uma inscrição descoberta num altar em Augsburgo, um monumento romano de 260 d.C., afirma que os sênones também eram chamados de juturgos.